# Frankrigs fodboldforbund
Fédération Française de Football (FFF) er Frankrigs nationale fodboldforbund og dermed det øverste ledelsesorgan for fodbold i landet. Det administrerer Ligue de Football Professionnel og Frankrigs fodboldlandshold og har hovedsæde i Paris.
Forbundet blev dannet i 1919, men Frankrig var allerede i 1904 repræsenteret i FIFA af Union des Sociétés Françaises de Sports Athlétiques. I 1954 var FFF desuden med til at stifte UEFA.

## Ekstern henvisning
- fff.fr Arkiveret 9. december 2006 hos  Wayback Machine

| Fodbold | Spire Denne artikel om en fodboldorganisation er en spire som bør udbygges. Du er velkommen til at hjælpe Wikipedia ved at udvide den. |

48°51′N 2°18′Ø / 48.85°N 2.3°Ø